# 1,3-Alfa-L-fukozidaza
1,3-alfa-L-fukozidaza (EC 3.2.1.111, almond emulzinska fukozidaza I) je enzim sa sistematskim imenom 3-alfa-L-fukozil-N-acetilglukozaminil-glikoprotein fukohidrolaza. Ovaj enzim katalizuje sledeću hemijsku reakciju
hidroliza (1->3)-veza između alfa-L-fukoze i N-acetilglukozaminskih ostataka u glikoproteinima
Ovaj enzim nije identičan sa EC 3.2.1.63, 1,2-alfa-L-fukozidazom.

## Literatura
- Nicholas C. Price; Lewis Stevens (1999). Fundamentals of Enzymology: The Cell and Molecular Biology of Catalytic Proteins (Third изд.). USA: Oxford University Press. ISBN 019850229X.
- Eric J. Toone (2006). Advances in Enzymology and Related Areas of Molecular Biology, Protein Evolution (Volume 75 изд.). Wiley-Interscience. ISBN 0471205036.
- Branden C; Tooze J. Introduction to Protein Structure. New York, NY: Garland Publishing. ISBN 0-8153-2305-0.
- Irwin H. Segel. Enzyme Kinetics: Behavior and Analysis of Rapid Equilibrium and Steady-State Enzyme Systems (Book 44 изд.). Wiley Classics Library. ISBN 0471303097.

## Spoljašnje veze
- 1,3-alpha-L-fucosidase на 